# Citrus Heights
Citrus Heights – miasto w Stanach Zjednoczonych, w stanie Kalifornia, w hrabstwie Sacramento.